# Número 1 (película)
Número 1 (chino: 男儿王) es una película de comedia dramática de Singapur de 2020 guionizada por Jaspers Lai y dirigida por Ong Kuo Sin. La película está protagonizada por Mark Lee, Henry Thia, Kiwebaby Chang, Jaspers Lai, Kenneth Chia y Darius Tan. La película gira en torno a un hombre de mediana edad que se convierte accidentalmente en una sensación drag queen en un club nocturno.
La película se estrenó el 22 de octubre de 2020 en Singapur y el 10 de febrero de 2021 en Taiwán. Recibió dos nominaciones en los quincuagésimo séptimos Premios Caballo de Oro de Cine de Taipéi, incluyendo a Mejor Actor Protagónico para Mark Lee, y ganó el premio a Mejor Maquillaje y Diseño de Vestuario.

## Sinopsis
Un gerente administrativo de mediana edad ha sido despedido por su empresa. Lucha por encontrar nuevos trabajos y mantener a su familia, lo que lleva a aceptar un trabajo como gerente en un popular club de drag queens llamado Number One. Un día, se ve obligado a travestirse y actuar en el escenario. Sorprendentemente, resulta ser muy bueno y finalmente se convierte en la mayor sensación del club nocturno. ¿Cómo seguirá su divertida historia?

## Reparto
- Mark Lee como Chow Chee Beng
- Jaspers Lai como Money
- Kiwebaby Chang como Pearl
- Kenneth Chia como Tiny
- Darius Tan como Italia
- Henry Thia como Fa Ge
- Cassandra See como Teo Chew Phoenix
- Gina Tan como Marie
- Estovan Reizo Cheah como Mason
- Emily Ho como Jocelyn
- Gadrick Chin como Unicornio
- Caryn Cheng como Judy

## Producción
Jaspers Lai contribuye con la historia original y es uno de los guionistas. Mark Lee es el segundo actor de Singapur en ser nominado en la categoría de Mejor actor principal en los Premios Caballo de Oro de Cine de Taipéi, después de Gurmit Singh por Just Follow Law en 2007.